# Natalija Scherstnewa
Natalija Oleksijiwna Scherstnewa (ukrainisch Наталія Олексіївна Шерстнева, wiss. Transliteration Natalija Oleksiïvna Šerstneva; * 3. März 1973 in Mykolajiw) ist eine ehemalige ukrainische Freestyle-Skierin. Sie war auf die Disziplin Aerials (Springen) spezialisiert.

## Werdegang
Scherstnewa trat international erstmals bei den Internationalen Jugendmeisterschaften 1990 in Pyhätunturi in Erscheinung, wobei sie den zweiten Platz errang und startete in der Saison 1990/91 in Mont Gabriel erstmals im Freestyle-Skiing-Weltcup. Dort sprang sie auf den 11. Platz. In der Saison 1991/92 kam sie mit zwei Top-Zehn-Platzierungen auf den 17. Platz im Aerials-Weltcup und nahm an den Olympischen Winterspielen 1992 in Albertville am Demonstrationswettbewerb in der Disziplin Aerials teil, wobei sie Neunte wurde. In den folgenden Jahren belegte sie bei den Weltmeisterschaften 1993 in Altenmarkt-Zauchensee den 22. Platz, bei den Olympischen Winterspielen 1994 in Lillehammer den fünften Rang und bei den Weltmeisterschaften 1995 in La Clusaz den 12. Platz. Zudem belegte sie in der Saison 1993/94 mit sechs Top-Zehn-Ergebnissen den 36. Platz im Gesamtweltcup sowie den 14. Rang im Aerials-Weltcup und in der Saison 1994/95 mit zwei Top-Zehn-Ergebnissen den 18. Platz im Aerials-Weltcup. Dabei erreichte sie im März 1994 in Altenmarkt-Zauchensee mit dem vierten Platz ihr bestes Resultat. Letztmals im Weltcup startete sie im Dezember 1997 in Piancavallo, wobei sie den achten Platz errang.

## Erfolge

### Olympische Spiele
- 1992 Albertville: 9. Platz Aerials (Demonstrationswettbewerb)
- 1994 Lillehammer: 5. Platz Aerials

### Weltmeisterschaften
- 1993 Altenmarkt: 22. Platz Aerials
- 1995 La Clusaz: 12. Platz Aerials

### Weltcupwertungen
Scherstnewa nahm an 23 Weltcups teil und erreichte 13 Top-Zehn-Platzierungen.
| Saison  | Gesamt | Gesamt | Aerials | Aerials |
| Saison  | Platz  | Punkte | Platz   | Punkte  |
| ------- | ------ | ------ | ------- | ------- |
| 1990/91 | 1      | 54.    | 9       | 22.     |
| 1991/92 | 1      | 51.    | 11      | 17.     |
| 1992/93 | 19     | 65.    | 112     | 22.     |
| 1993/94 | 56     | 36.    | 448     | 14.     |
| 1994/95 | 36     | 54.    | 288     | 18.     |
| 1996/97 | 25     | 69.    | 172     | 22.     |
| 1997/98 | 12     | 90.    | 72      | 35.     |